# Zarżnięci żywcem
Zarżnięci żywcem (ang. The Cottage, 2008) – brytyjski film fabularny, hybryda czarnej komedii, horroru oraz kryminału. Oficjalna premiera filmu odbyła się podczas European Film Market w Niemczech 7 lutego 2008 roku.
W Polsce 20 kwietnia 2009 roku film wydano na rynku DVD. Dystrybutorem było Vision Film Distribution.

## Fabuła
Bracia porywają córkę niebezpiecznego gangstera. Wkrótce okazuje się, ze ich kryjówka jest nieopodal seryjnego mordercy.

## Obsada
- Andy Serkis – David
- Reece Shearsmith – Peter
- Jennifer Ellison – Tracey
- Steven O’Donnell – Andrew